# Louise Adelaide Wolf
 Louise Adelaide Wolf  (* 20. Oktober 1898 in Milwaukee, Vereinigte Staaten; † 14. November 1962 in ebenda) war eine US-amerikanische Mathematikerin und Hochschullehrerin.

## Leben und Werk
Wolf wurde als Tochter der aus Deutschland immigrierten Caroline Kupperian und eines amerikanischen Straßenbahnschaffners geboren. Sie besuchte die 26th Avenue School und dreieinhalb Jahre die South Division High School in Milwaukee. Von 1915 bis 1916 studierte sie am Milwaukee-Downer College. In den nächsten zwölf Jahren arbeitete sie unter anderem in einer Zahnarztpraxis und in einer öffentlichen Bibliothek in Milwaukee, unterrichtete zwei Jahre in einer Bezirksschule in Nevada und arbeitete zwei Jahre in Florida. 1928 kehrte sie zurück zum College in Milwaukee, einer Erweiterungsabteilung der Universität von Wisconsin. 1931 erhielt sie ihren Bachelor-Abschluss und 1933 den Master-Abschluss. Sie und ihre jüngere Schwester Margarete C. Wolf (Hopkins) promovierten beide 1935 als Studenten von Mark Hoyt Ingraham. Ihre Dissertation mit dem Titel „Similarity of Matrices in Which the Elements are Real Quaternions“ wurde 1936 veröffentlicht. Anschließend unterrichtete sie sofort an der University of Wisconsin. Zu Beginn des Zweiten Weltkriegs war sie auch Dozentin an der University of Wisconsin–Madison. An dieser war sie von 1935 bis 1938 Dozentin, bis 1951 Assistenzprofessorin und danach bis zu ihrer Pensionierung 1961 außerordentliche Professorin.

## Mitgliedschaften
- Mathematical Association of America
- American Mathematical Society
- American Association for the Advancement of Science
- National Council of Teachers of Mathematics
- Phi Beta Kappa
- Sigma Xi

## Veröffentlichungen (Auswahl)
- 1936:  Similarity of matrices in which the elements are real quaternions. Bull. Amer. Math. Soc. 42
- 1938: mit M. C. Wolf: The linear equation in matrices with elements in a division algebra. Bull. Amer. Math. Soc. 44